# DVD Flick
DVD Flick és una aplicació lliure de creació de DVD per a Windows desenvolupada per Dennis Meuwissen i llançada sota la GNU General Public License.

## Característiques
DVD Flick és capaç d'importar fitxers d'àudio, de vídeo i de subtítols, creant una pel·lícula en DVD-Video i gravant-ho en un disc -o creant una imatge ISO per a després gravar-lo, tot i que amb l'ajuda de imgBurn.
Encara que DVD Flick no pot editar vídeo, sí que interpreta i llegeix scripts AviSynth i crea menús simples, mitjançant plantilles creades pel desenvolupador, encara que els fitxers es puguin editar per alterar la plantilla en els arxius del programa. DVD Flick utilitza FFmpeg per codificar a DVD-Video.
DVD Flick ofereix còpia directa stream per a compilar els fitxers de vídeo MPEG-2 solament, però aquesta funció no està disponible per a fluxos d'àudio, ja que fluxos d'àudio sempre són re-encoded en el procés de creació de DVD.

### Opcions del muntatge del DVD disponibles

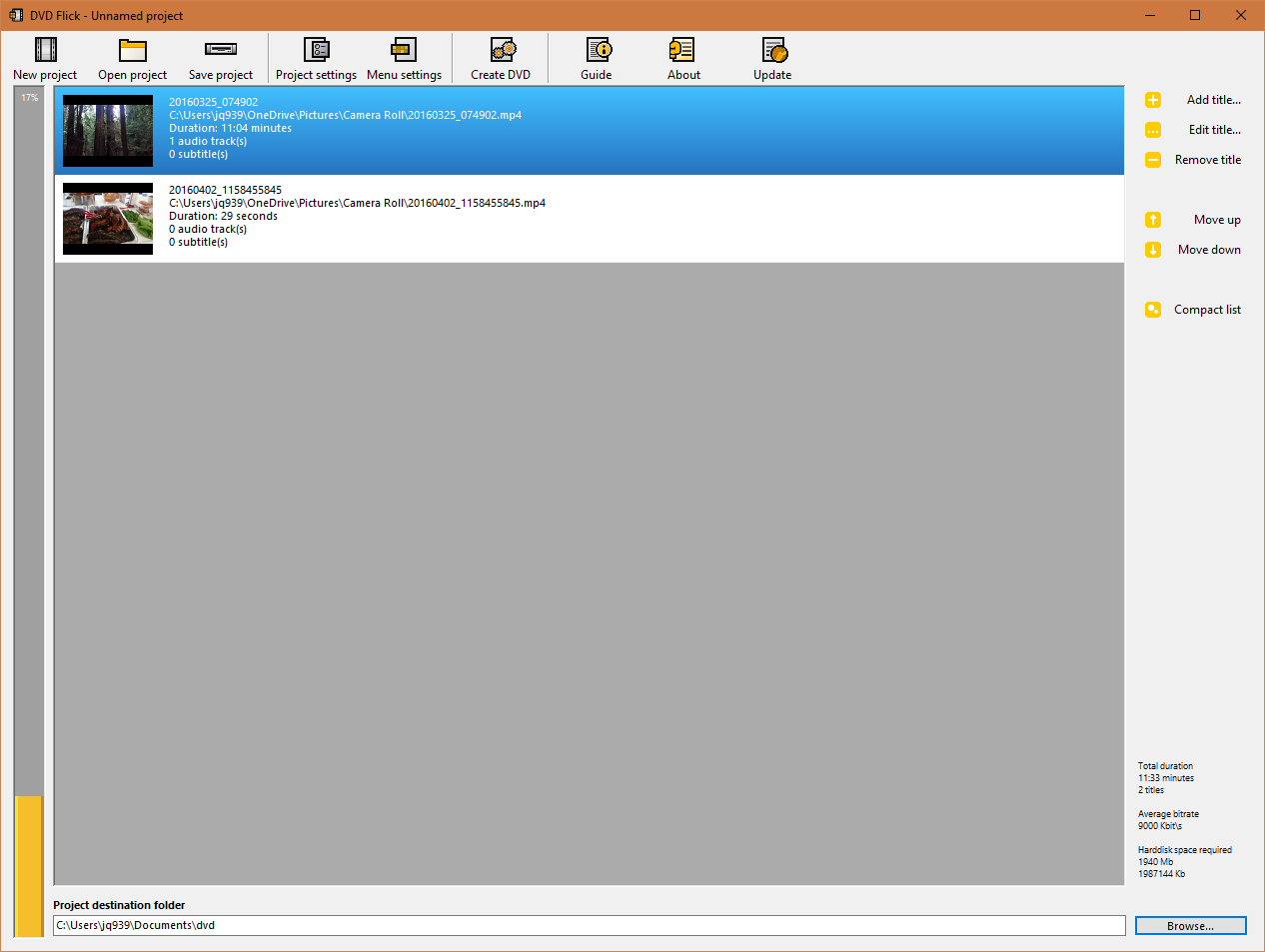
La pantalla principal de DVD Flick buida en Windows Vista SP1.

En la pàgina principal de DVD Flick 1.3.0.7 hi ha un buit per on es visualitzen els fitxers (vista complexa o senzilla), quant ocuparia al disc i les especificacions de moment d'aquest. Amunt hi ha la barra d'eines: nou projecte, obrir-lo, anomenar i desar, configuració del projecte, del menú, crear DVD o enllaços a la guia online, sobre DVD Flick i actualitzar (excepte en v2 1.3.0.8 i posterior).
A "Edit Title" i després a "General" és possible triar el nom en què hom vulgui que aparegui en el menú a inserir (sis menús per defecte són disponibles, creats tots pel desenvolupador). També és possible triar la icona de miniatura, i copiar els timestamp. A "Chapters" és possible triar en quina forma poden sortir capítols, si cada tants minuts o quants han de sortir. Així, és possible afegir altres fitxers de vídeo (angles, "Video sources"), fitxers d'àudio i la seva llengua (audio tracks) i un subtítol, on es pot triar la forma en què apareixerà en el reproductor. Amb el menú obert és possible editar altres vídeos.
A "Project Setting", a "General", se li pot afegir un títol al projecte, el format del disc, propietat de codificació, mida i "rosques". A "Video" és possible triar entre NTSC o PAL, perfil de codificació, etc., i a "Audio" és possible modificar l'àudio. A "Playback" és possible triar formes en què aparegui quelcom abans o després de visualitzar un títol (sempre subtítols activats, anar al menú, etc.). Finalment, a "Burning", es tria la possibilitat en què es creï una imatge ISO o que es gravi directament al disc mitjançant ImgBurn.
Hi ha sis menús disponibles per defecte: Mosaic, Orange LED, Plasma Sphere, Simple White, Simple Black i The Party.

### Fitxers compatibles
Segons afirma el lloc web oficial de DVD Flick, l'aplicació pot arribar a llegir fins a 72 còdecs de vídeo, que no estan limitats a formats de Windows Media, RealMedia, QuickTime, AVI, Flash Video i alguns formats compilants de MPEG. Hi ha 43 còdecs d'audio compatibles, i 52 contenidors multimèdia. Entre els més populars entren:
- 3GPP: .3gp, .3g2
- .avi.
- AviSynth script: .avs
- DivX.
- Vídeos Flash: .flv
- HD QuickTime: .hdmov
- Vídeos MPEG: .mpg, .m2v, .mpeg, .mpv
- MPEG-2 Transport Stream: .ts
- MPEG-4: mp4, .m4v
- Matroska: .mkv
- Vídeos Motion-JPEG: .mjpg
- NUT
- Nullsoft Video: .nsv
- QuickTime: .qt, .mov
- RealMedia: .rm
- Smacker: .smk
- Vorbis: .ogm
- Windows Media: .wmv, .asf

DVD Flick pot importar 4 formats de subtítols: SubStation Alpha (.ssa/.ass), MicroDVD (.sub), SubRip (.srt) i SubView. Només importa el text, ja que després es podrà personalitzar el color i la forma en què apareguin en el vídeo.
El format de projecte de DVD Flick és .dfproj.

### Requeriments del sistema
- Processador: Pentium MMX o processador AMD compatible, o millor. Es recomana un processador Pentium IV o superior. Multithreading és recolzat.
- Memòria: Es recomanen almenys 256 MB de RAM física lliure, 512 MB (per a Windows Vista) o més.
- Sistema operatiu: Windows 2000 Professional o qualsevol edició de Windows XP, Windows Vista o Windows 7. Qualsevol distribució de GNU/Linux mitjançant l'aplicació Wine (versions 1.2.2.1, 1.3.0.0 o 1.3.0.7)[5]
- Espai lliure del disc dur: 13 MB són necessàries per a instal·lar DVD Flick.

## Desenvolupament
DVD Flick és una aplicació lliure de creació de DVD per a Windows desenvolupada per Dennis Meuwissen i llançada sota la GNU General Public License. Es va estrenar el 2006 en la versió no estable 0.6, i el 26 de juny de 2009 va llançar l'última versió estable, 1.3.0.7, perquè Visual Basic 6, el llenguatge de programació, es va emprar incorrectament.

### DVD Flick v2
El 4 d'octubre de 2013 va sortir a SourceForge.net la versió no oficial 1.3.0.8, amb la missió de continuar l'estancada del desenvolupament inicial de DVD Flick. El dia 9 va sortir la versió 1.3.0.9, i l'última, llançada l'octubre de 2015, va sortir el 1.3.1.0, actualitzant el FFmpeg, ja que s'assegura des de la pàgina d'activitat del projecte que continua actiu.
En aquesta versió, els únics canvis són l'eliminació de l'opció de renovar DVD Flick i l'actualització dels seus components. Se li afegeix la compatibilitat amb el format .vob. A més, es pot dir que l'executable no ocupa 13 MB com en la versió original, sinó 18,4. El 25 d'octubre de 2015, uns dos anys més tard, va sortir la versió 1.3.1.0, actualitzant el FFmpeg a la versió 2.8.1.
Sobre DVD Flick v2, el lloc web SourceForge.net reporta que la versió 1.3.0.9 es va descarregar, des del 5 de febrer de 2014 fins a l'11, 1.248 vegades, normalment del Japó, i un 97% dels usuaris disposaven d'un Microsoft Windows.

## Recepció
PC World va guardonar DVD Flick donant-li una qualificació de 5 de 5. A més, Forest Award el va guardonar en la categoria de Windows el 2007, igual que en Findmysoft, que li va donar un excel·lent (4/5).